# لويس أو. كوكس
لويس أو. كوكس (بالإنجليزية: Louis O. Coxe)‏ هو كاتب مسرحي وشاعر أمريكي، ولد في 15 أبريل 1918 في مانشستر في الولايات المتحدة، وتوفي في 25 مايو 1993 في أوغوستا في الولايات المتحدة.

## وصلات خارجية
- لويس أو. كوكس على موقع IMDb (الإنجليزية)
- لويس أو. كوكس على موقع قاعدة بيانات برودواي على الإنترنت (الإنجليزية)